# Station Épinal
Station Épinal is een spoorwegstation in de Franse stad Épinal.